# بولیناس (کالیفرنیا)
بولیناس (به انگلیسی: Bolinas) یک منطقهٔ مسکونی در ایالات متحده آمریکا است که در شهرستان مارین، کالیفرنیا واقع شده‌است. بولیناس ۱۵٫۰۹ کیلومتر مربع مساحت و ۱٬۶۲۰ نفر جمعیت دارد و ۱۱ متر بالاتر از سطح دریا واقع شده‌است.